# أسعد الكوراني
أسعد الكوراني (1907- 1995) هو سياسي سوري كان نقيبًا للمحامين بحلَب لدورتين، كانت الأولى من 1945 إلى 1946 والثانية من 1960 إلى 1961. شغلَ مناصبًا سياسية: وزيارة للعدل والأوقاف عام 1962 وفي عام 1963 أصبح نائِبًا لرئيس الجمهورية ووزيرًا للعدل والأوقاف.